# Strada Maria Cebotari din Chișinău
Strada Maria Cebotari (între 1834-1918 – str. Buiukanskaia (Buiucani); în 1918-1924 – str. Haruzin; în 1924-1944 – str. Cuza-Vodă; în 1944-1990 – str. Gorkii), colocvial numită și strada Maria Cibotari, este o stradă din centrul istoric al Chișinăului. 
De-a lungul străzii sunt amplasate o serie de monumente de arhitectură și istorie (casa individuală, nr. 1, casa individuală, nr. 2, casa individuală, nr. 3, casa individuală, nr. 4, vila urbană, nr. 5, conacul urban, nr. 6, casa de raport, nr. 8, conacul urban, nr. 26, conacul urban al familiei Glavce, vila pentru două familii, nr. 61, casa individuală, nr. 67 etc.), precum și clădiri administrative (Camera de Comerț și Industrie, Centrul CIVIS, Liceul Teoretic „Spiru Haret”, Palatul Republicii, precum și Grădina Publică „Ștefan cel Mare și Sfânt” și altele). 
Strada începe de la intersecția cu str. Alexei Mateevici, intersectând alte 8 artere și încheindu-se la intersecția cu str. Alexandru cel Bun.  

## Legături externe
- Strada Maria Cebotari din Chișinău la wikimapia.org